# Horndünger

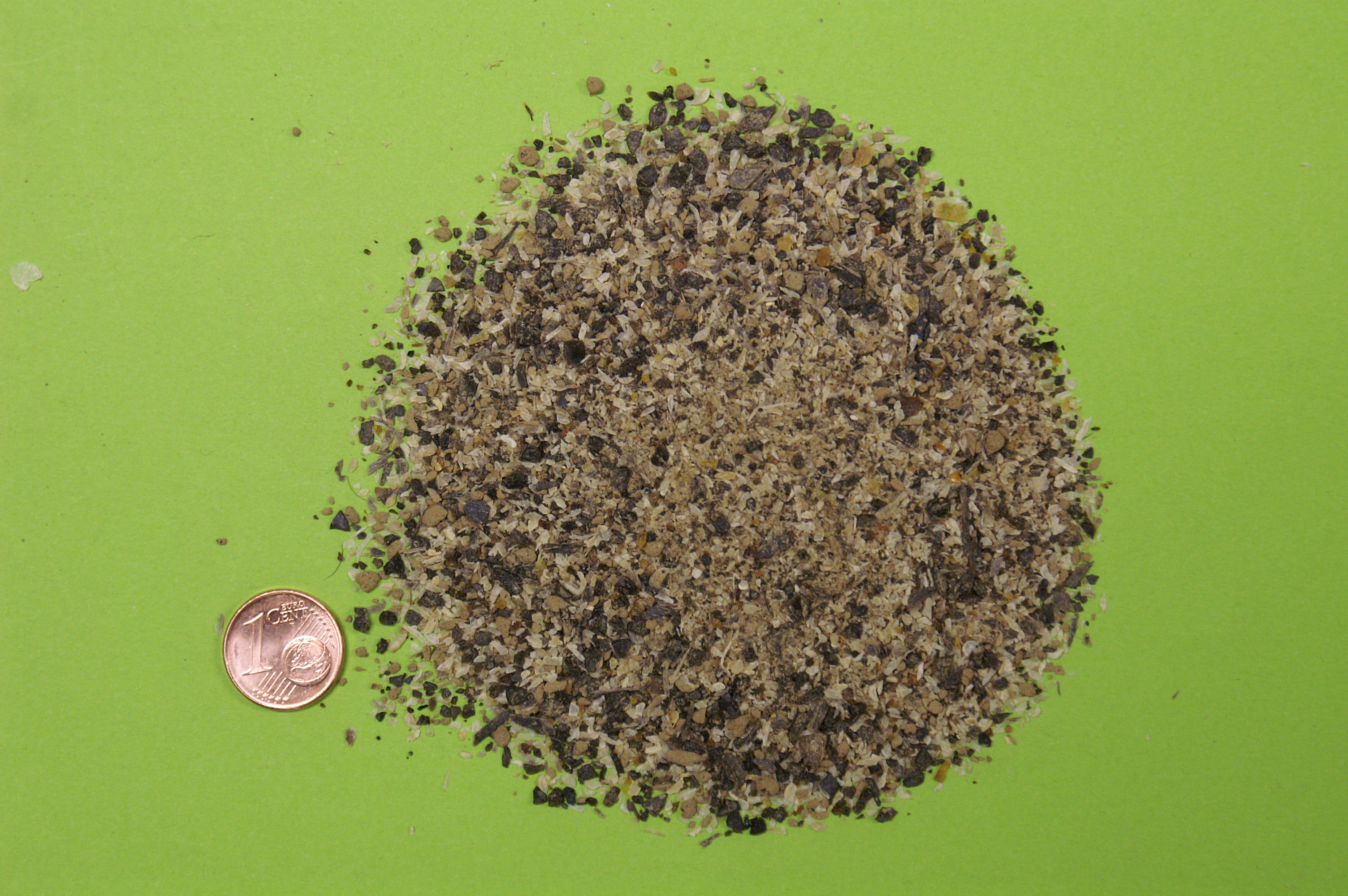
Hornmehl. Stickstoffgehalt der Probe: 12 % N

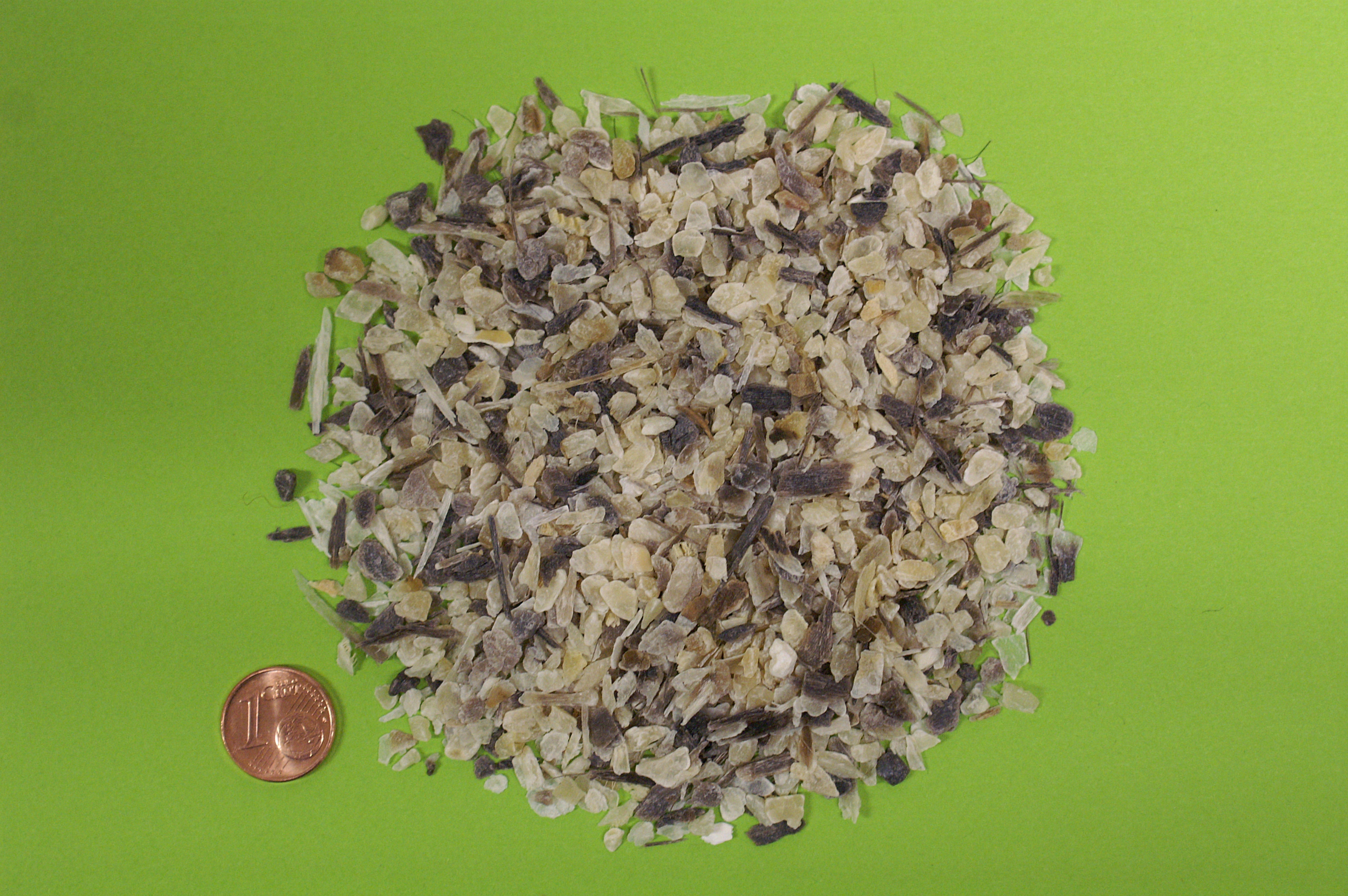
Hornspäne. Stickstoffgehalt der Probe: 14 % N

Horndünger ist Dünger, der aus zerschrotetem Horn von Schlachtvieh gewonnen wird. Üblicherweise werden für Horndünger Hörner und Hufe von Rindern zermahlen. 

## Beschreibung
Horndünger ist in seiner Wirkung auf den pH-Wert des Bodens neutral, aufgrund seiner organischen Herkunft sehr stickstoffhaltig, der Stickstoffgehalt (N) überwiegt mit 12 % bis 15 %. K2O und P2O5 liegen unter 1 % Massenanteil. Der Gehalt an organischer Substanz liegt zwar bei 85 %, dennoch lässt sich durch Düngung mit Horn der Gehalt an organischer Substanz im Boden nicht oder nur unmerklich erhöhen, da die enthaltene organische Substanz leicht abbaubar ist. Die düngende Wirkung des enthaltenen Stickstoffs erfolgt abhängig von Bodentemperatur, -feuchtigkeit, -durchlüftung und der Korngröße der Späne in ein bis zwei Wochen bis zu mehreren Monaten. Es gibt ihn in verschiedenen Kornstufen, so ist Hornmehl vom Boden wegen seiner geringen Korngröße (<1 mm) am leichtesten aufzunehmen und wirkt daher am schnellsten, gröberes Horngries (Korngröße 1–5 mm) wird gerne von Hobbygärtnern verwendet. Langanhaltende Wirkung haben Hornschrot bzw. Hornspäne (>5 mm).

## Einsatz
Besonders in der biologisch-dynamischen Landwirtschaft wurde Horndünger im 20. Jahrhundert propagiert. Die traditionellen Horndünger waren in Deutschland weitestgehend von synthetisch hergestellten Stickstoffdüngern (sogenannten Kunstdüngern) verdrängt worden. Biobauern, die keine mineralischen Stickstoffdünger einsetzen dürfen, verwenden ihn mittlerweile wieder vermehrt, weil Horn ein organischer, nachwachsender Rohstoff und durch seine langsame Wechselwirkung mit dem Boden und der Natur bodenverträglicher als herkömmlicher Kunstdünger ist. In einer Veröffentlichung der EU-Kommission wird Horn- und Hufmaterial, weil es ausschließlich aus totem Gewebe besteht, hinsichtlich BSE als unbedenklich eingestuft. Ob Horndünger BSE-Erreger ausbreiten können, ist nicht abschließend geklärt. Die einzige Hornmühle Deutschlands steht in Ulm.
Genauso wie tierische Hornprodukte können auch menschliche Haare (Friseur) und sogar Abschnitte von Fuß- oder Fingernägeln (Keratin) als Stickstoffdünger mit 12 bis 14 % Stickstoffanteil verwendet werden.